# Droga wojewódzka nr 525
Droga wojewódzka nr 525 (DW525) – droga wojewódzka w północnej Polsce w województwie pomorskim przebiegająca przez teren powiatu kwidzyńskiego. Droga ma długość 10 km. Łączy miejscowość Ryjewo z miejscowością Janowo.

## Przebieg drogi
Droga rozpoczyna się w miejscowości Ryjewo, gdzie odchodzi od drogi wojewódzkiej nr 607. Następnie kieruje się w stronę południowo – zachodnią i po 10 km dociera do miejscowości Janowo, gdzie dołącza się do drogi wojewódzkiej nr 518.

## Miejscowości leżące przy trasie DW525
- Ryjewo
- Mątowskie Pastwiska
- Jarzębina
- Szałwinek
- Janowo